# Манева, Милка
Милка Манева (болг. Милка Манева; род. 7 июня 1985, Смолян, Болгария) — болгарская тяжелоатлетка, выступавшая в весовой категории до 69 килограммов. Чемпионка Европы и серебряный призёр Олимпийских игр.

## Биография
Милка Манева родилась 7 июня 1985 года.

## Карьера
На чемпионате мира среди юниоров 2005 года в весовой категории до 63 килограммов Милка Манева заняла четвёртое место с результатом 216 килограммов. В том же году на взрослом чемпионате мира в Дохе она сумела поднять лишь 194 кг в сумме и стала двенадцатой.
На чемпионате мира 2006 года Манева подняла 95 и 120 кг в рывке и толчке, соответственно. Результата в 215 кг оказалось достаточно лишь для седьмого места. В следующем году в Чиангмае болгарская тяжелоатлетка заняла двенадцатое место с результатом 212 кг.
На чемпионате Европы 2008 году Манева стала бронзовым призёром с результатом 223 кг. Из-за допингового скандала и положительной допинг-пробы, от дальнейших соревнований, в том числе Олимпиады в Пекине, Манева была отстранена и дисквалифицирована на четыре года.
Она получила право участвовать на Олимпийских играх 2012 года в Лондоне, где первоначально заняла пятое место, но в 2018 году после перепроверки проб чемпионка Майя Манеза, а также опередившие болгарку россиянка Светлана Царукаева и турчанка Сибель Шимшек были дисквалифицированы за применение допинга и, таким образом, Манева стала серебряным призёром.
На чемпионате Европы 2013 года завоевала золото с результатом 217 кг после того, как изначальная чемпионка Марина Шаинова была дисквалифицирована за допинг. В том же году Манева на Универсиаде в Казани стала восьмой, подняв лишь 196 кг. На чемпионате мира подняла 226 кг, став шестой.
На чемпионате Европы 2014 года завоевала серебро в весовой категории до 69 килограммов с результатом 228 кг (103 + 125). На чемпионате мира 2014 года стала шестой в той же категории с результатом 234 кг (102 + 132).